# The Soloist
The Soloist is een dramafilm van Joe Wright, die uitkwam in 2009. De film vertelt het waargebeurde verhaal van de straatmuzikant Nathaniel Anthony Ayers jr.

## Verhaal
De journalist Steve Lopez heeft geen inspiratie voor zijn volgende column. Als hij in Los Angeles de getalenteerde straatmuzikant, Nathaniel Anthony Ayers Jr. ontmoet, wil hij over hem een column schrijven. Lopez doet onderzoek naar Ayers en ontdekt dat de man vroeger een uiterst begaafd cellospeler was. Hij werd echter geruïneerd en beschikt nu alleen maar over een viool met twee snaren.
Wanneer een lezeres Lopez' column leest, raakt ze ontroerd. Ze stuurt haar eigen cello naar de krant, met het verzoek het instrument aan Ayers te geven. Lopez geeft Ayers het instrument en is vastbesloten hem verder te helpen met zijn muziek. Hij geeft hem onderdak in een opvangcentrum en arrangeert optredens voor hem. Wat Lopez niet weet is dat Ayers vroeger in een symfonieorkest speelde, maar moest stoppen omdat hij in zichzelf stemmen hoorde. Als Ayers op het podium staat wordt hij geconfronteerd met zijn verleden waardoor de stemmen terugkeren. Ayers slaat door, vernielt het een en ander en gaat dan weg.
Lopez denkt dat Ayers schizofreen is en wil hem laten helpen door een dokter. Wanneer Ayers hoort dat Lopez hem voor een schizofreen aanziet, wordt hij kwaad en jaagt hij Lopez weg. Lopez bedenkt dat hij Ayers niet kan genezen, en hem alleen kan helpen door een goede vriend voor hem te zijn. Hij zoekt Ayers weer op en laat hem zijn zus ontmoeten, die hij allang niet meer gezien heeft. Ayers en Lopez leggen het weer bij. 
Ayers geeft hierna geen grote optredens meer, maar is gelukkig door te spelen in het opvangcentrum.

## Rolverdeling
- Jamie Foxx - Nathaniel Anthony Ayers jr.
- Robert Downey jr. - Steve Lopez
- Catherine Keener - Mary Weston
- Tom Holland - Graham Claydon
- Lisa Gay Hamilton - Jennifer Ayers
- Nelsan Ellis - David Carter
- Rachael Harris - Leslie Bloom
- Stephen Root - Curt Reynolds
- Lorraine Toussaint - Flo Ayers
- Justin Martin - De jonge Nathaniel
- Kokayi Ampah - Bernie Carpenter
- Patrick Tatten - Paul Jr.
- Susane Lee - Marisa
- Marcos De Silvas - Antonio Villaraigosa (De burgemeester)
- Ilia Volok - Harry Barnoff